# 五佳人
五佳人，美国女子音乐组合，出道于美国迈阿密，现任成员有艾莉·布鲁克、诺曼妮、黛娜·珍和劳伦·豪瑞吉，前成员卡米拉·卡贝洛已于2016年12月18日退团。2012年，五美组合在美国电视歌唱比赛《X音素》第二季上获得第三名的成绩后，便与西蒙·考威尔的赛科唱片和“L.A.”·里德的史诗唱片签署了一项联合唱片合约。由于社交媒体的有力推广，五佳人的首张迷你专辑和三张录音室专辑都进入了美国公告牌二百强专辑榜。粉絲名為Harmonizer 。五佳人的特徵非常相似一世代（例如：活躍年代一樣是6年）。
离开了《X音素》的舞台之后，五美组合发行了收录于她们首张迷你专辑《歡樂齊聚》的首支单曲《Miss Movin' On》，歌曲在美国获得了黄金认证并为她们获得了MTV音乐录影带大奖最佳新人音乐录影带奖项。2015年，五美组合发行了她们的首张录音室专辑《真情告白》，同时在美国获得了黄金认证，专辑包含单曲《Boss》、《心跳狂飙》和《值得拥有》，后者在美国获得了三白金的认证，并在13个国家的歌曲榜上达到前十名。在接下来一年，她们第二张录音室专辑《7/27》的首支单曲《在家上班》成为了她们第一支进入公告牌百强单曲榜前十位的单曲，也是十年中第一个进入榜单前五的女子组合。2017年，五美组合发行了她们的第三张录音室专辑《美麗五佳人》。
她们的成就包括四项iHeartRadio音乐奖、三项MTV欧洲音乐大奖、四项MTV音乐录影带大奖、一项全美音乐奖、一项公告牌女性音乐奖和六项青少年选择奖。根据尼尔森音乐统计，截至2016年12月，五美组合在美国已经销售了总共456,000张专辑、700万首数字单曲，并获得了16亿次流媒体播放。2018年3月，五美组合宣布她们将在完成今年剩余的演出后各自发展，组合将休团并暂停活动。

## 演藝經歷

### 2012年：《X音素》选秀比赛
2012年，五個女生均以單獨參加者身份參加《X音素》(The X Factor)（Camila、Lauren、Normani和Dinah為少年組選手，Ally為青年組選手）。評委訓練營淘汰後被節目組叫回舞台組成女子組合，並以LYLAS，導師為西蒙·高維爾。評委之家淘汰賽中以一首翻唱自Shontelle的Impossible震撼導師西蒙和嘉賓馬克·安東尼後晉級。
五佳人最開始的名字叫 "LYLAS" ，意為Love You Like A Sister（譯：像姐姐一樣愛你）為組合名。但是另一组"The Lylas" 稱他們抄襲名字。因此 LYLAS改名為1432（譯：我也爱你)，這是在2012年10月31日的第一次現場演出宣布，其間以1432的名義表演泰勒絲的“ We Are Never Ever Getting Back Together”。 但是其後西蒙和L.A. Reid批評了這個新名字，西蒙建議該團體重新命名。最終他們被線上觀眾投票決定後重新命名為Fifth Harmony，又即五佳人。
經過多重淘汰賽，她們以第三名季軍的成績進身樂壇。

### 2013–2014年：《歡樂齊聚 (Better Together)》起步時期
在2013年1月17日，即大約離《X音素》第二季結束一個月之後，五佳人便與他們的導師西蒙·高維爾旗下的唱片公司Syco Music簽約。她們釋出首張單曲《Miss Movin' On》且在美國告示牌獲得第76名，也因在數位下載銷售破五十萬，被美國唱片業協會（RIAA）認證金獎。 首張EP《Better Together》於2013年發表  ，在告示牌專輯榜上第一週就取得了第六。五佳人更在2014年MTV音樂錄影帶大獎贏得了最值得關注新人。

### 2015年：《真情告白 (Reflection)》及事業起飛
五佳人在2015年2月發表了她們的首張錄音室專輯《真情告白》。一公開就在告示牌專輯榜上獲得了第五, 第一週就賣了80000個單元，而且也被贊助展開第一場巡迴演唱會「the Reflection Tour」。《真情告白》大獲成功, 甫上Billboard大碟榜第五位，為她們贏得第一張金唱片。這張專輯中的《BO$$》及《Sledgehammer》兩首歌曲分別獲得白金銷量，而《值得拥有》單曲更達到四白金銷量認證。《值得拥有》在其他八個國家入圍了前十名。人氣颷升的Fifth Harmony亦分別在她們的社交網絡Instagram、Twitter及Facebook分別擁有790萬、370萬以及750萬的跟隨人數。

### 2016年：《7/27》及卡蜜拉的退团
五佳人在2016年繼續承勢，在5月20日推出全新錄音室專輯《7/27》，並在2月26日率先推出主打單曲《爲愛打拼》，達到三白金銷量，並成功打進告示牌百大單曲榜的前 10 名，成為她們在單曲榜的最高紀錄（第4位），也憑這曲讓她們成為 8 年來第一個打入單曲榜前 10名的女團。另外，此單曲也佔據Billboard Rhythmic及Pop Songs Charts的冠軍。專輯發行前在Youtube發佈了宣傳單曲"Write On Me"作熱身，而在專輯發行後先後推出頗有人氣的單曲：  "All In My Head(Flex) ft. Fetty Wap" 、"That's My Girl" 。
第二首單曲 "All In My Head(Flex) ft. Fetty Wap" 亦能達金唱片銷量認證。第三首單曲 "That's My Girl" 同樣成功打入Top 40電台熱播單曲之列。Fifth Harmony除了佔據各大流行榜外，她們的作品更橫掃歐美各大音樂頒獎禮奬項。包括首次於美國音樂大獎贏得全年最佳合唱歌曲《Work From Home (feat. Ty Dolla $ign) 》 大獎，除此，Fifth Harmony在出道後亦屢獲殊榮，分別有MTV VMAs, MTV EMA, MTV Fandom Awards, Teen Choice Awards, Kid’s Choice Awards, YouTube Music Awards及Radio Disney Music Awards等等，Fifth Harmony近期更於MTV Video Music Awards及Radio Disney Music Awards中勇奪兩項大獎。  
五佳人也同時展開了她們第二場演唱會：《7/27》世界巡迴演唱會。在2016年6月在南美洲正式拉開序幕，7月27日開始在北美洲的演出，在到歐洲前已到訪30個城市進行演出。而在2017年3月31日她們在香港的亞洲博覽館進行了演出。
在2016年12月18日，五佳人的官方社交帳戶毫無預警地發佈了成員卡蜜拉·卡貝羅(Camila Cabello)離團的消息，讓粉絲震驚。其後另外四位團員再次通過五佳人的官方社交帳戶發佈聲明，指會繼續待在團體，並祝卡蜜拉一切安好。

### 2017年–至今：《(Fifth Harmony)》及休团

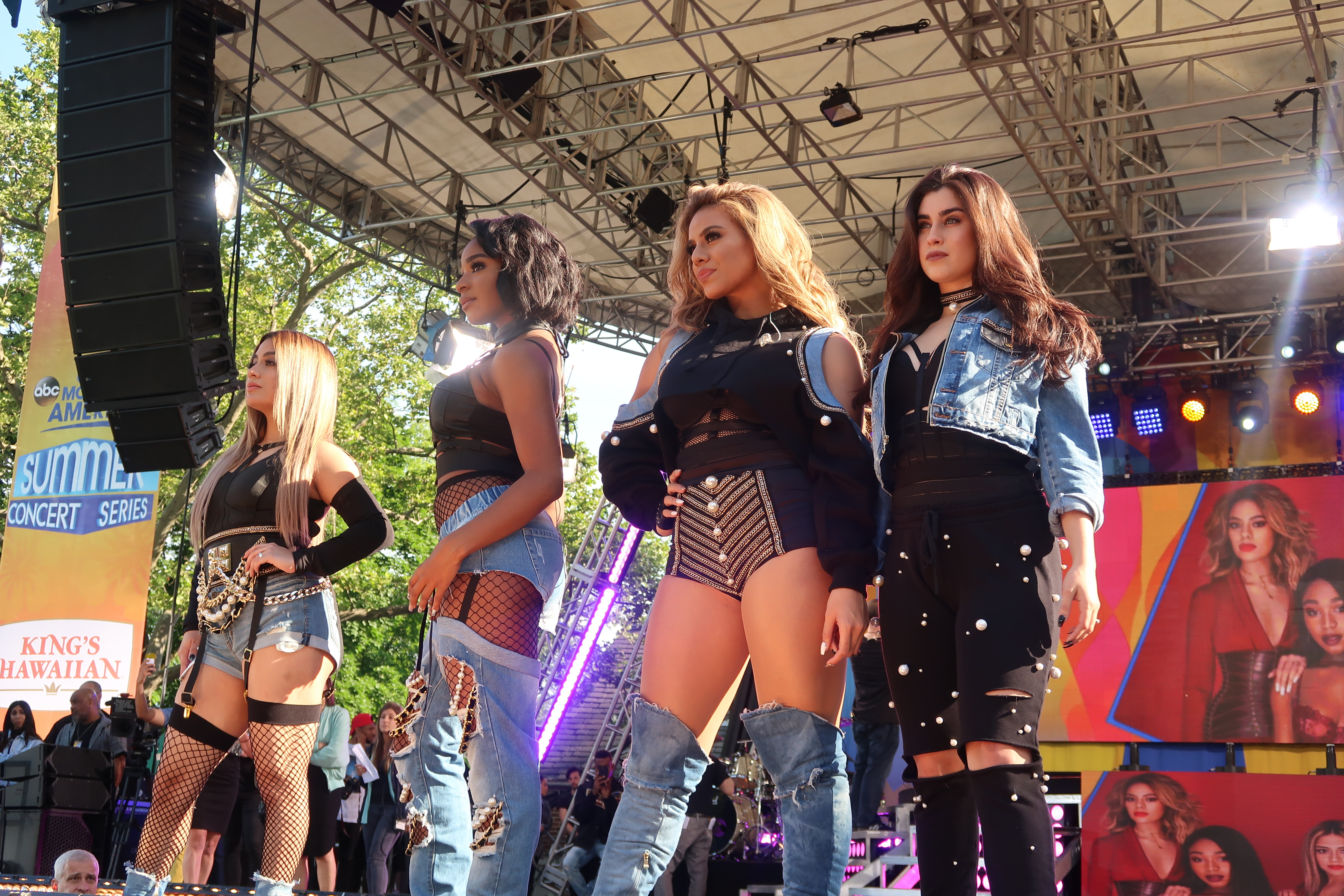
五佳人在卡蜜拉退團後以四人的姿態於早安美國表演單曲<Down>

於2017年5月第一次以4人的組合與Gucci Mane 發表新單曲《Down》在 YouTube 公布MV的短短幾天就突破2800萬次點閱。2017年7月24號，首度在吉米A咖秀表演單曲《Down》並宣布將於8月25推出全新專輯《Fifth Harmony》，與團名同名。
經過半年多的沉澱之後，五佳人的成員與卡蜜拉的心結似乎就越來越浮上檯面，除了卡蜜拉曾表達自己當初因為團體工作，而推掉老菸槍雙人組（The Chainsmokers）冠軍單曲《Closer》的合作邀約感到相當扼腕之外，五佳人也在《billboard》專訪中直言卡蜜拉退團後，「我們現在的團隊更好了，在這個圈圈裡不再有任何秘密。」而在8月的MTV音樂錄影帶大獎頒獎典禮五佳人獲邀為表演嘉賓，她們在表演時，開頭居然是以 5 個人登場，但轉眼間中間象徵卡蜜拉的團員就墜落舞台。五佳人透過這一個橋段諷刺著卡蜜拉退團的軒然大波。
在2018年3月19日，五佳人宣布暫時解散並休團，成員將各自作個人發展。 在休團之前，他們將會這一年內繼續完成一些早前已計劃的表演。

## 組合成員

### Ally Brooke

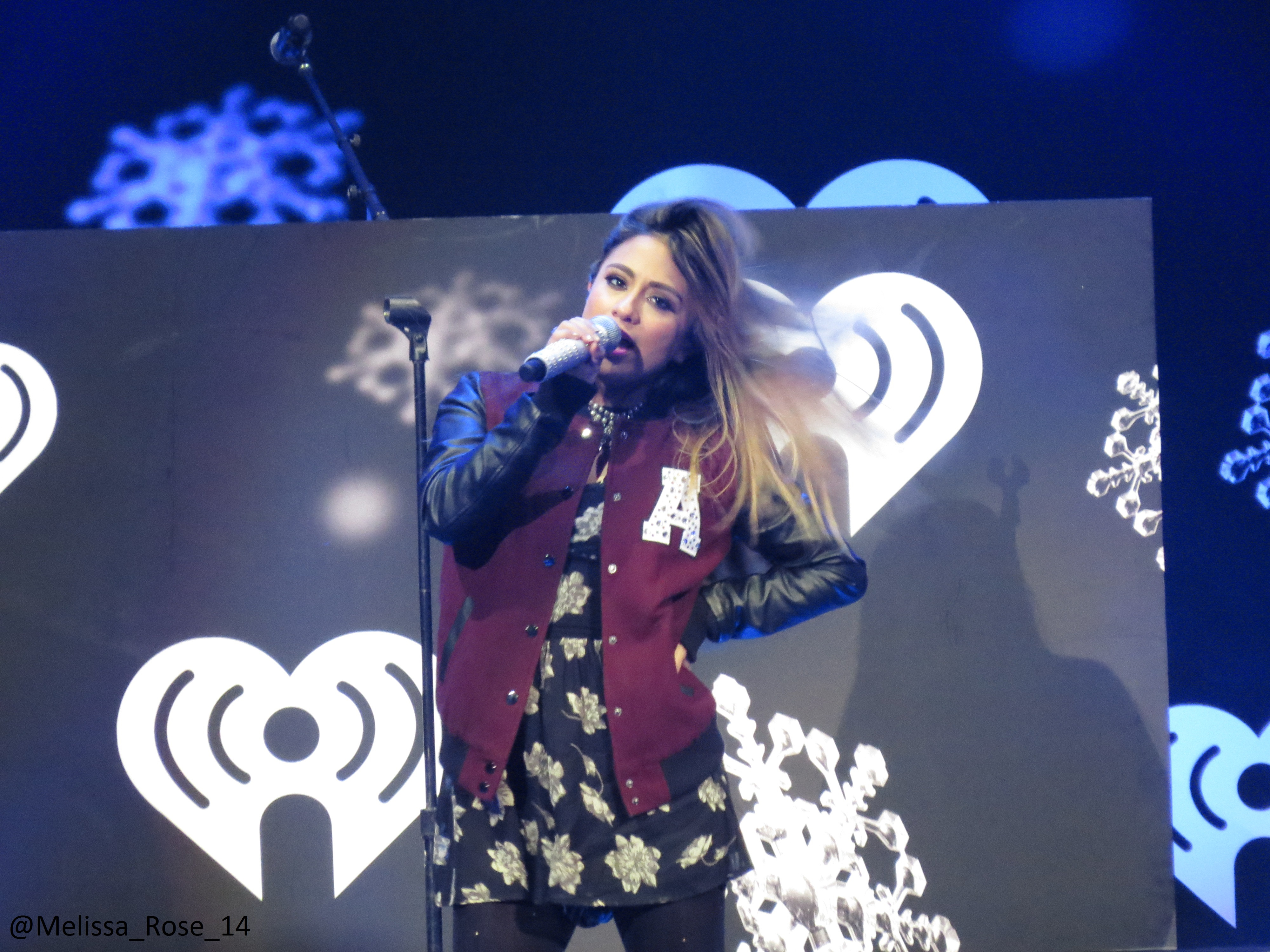
Ally Brooke

Allyson Brooke Hernandez于1993年7月7日出生于得克萨斯州圣安东尼奥。父母為Jerry Hernandez和Patricia Hernandez。她是墨西哥裔。Hernandez是團裡最年長的，她有“小大姐”這個暱稱所被悉知。2017年6月9日與Lost Kings和A$AP Ferg合作一曲“Look At Us Now”。

### Normani
Normani Kordei Hamilton于1996年5月31日出生于佐治亚州亚特兰大。她在新奥尔良度过了她的童年，2005年飓风卡特里娜后，她的家庭搬至德克萨斯州休斯敦。Hamilton在13歲時錄了她的第一首單曲。 她把Beyoncé作為她的主要藝術影響力。曾與Fifth Harmony的舞蹈老師Sean Bankhead拍了兩支舞蹈影片還唱了兩首翻唱, Tory Lanez的“Say It”和Drake的“Fake Love/ Sneakin' ”。於2017年3月1號，參加美國真人秀與星共舞第24季，與Valentin Chmerkovskiy共同比賽獲得第三名。

### Lauren Jauregui

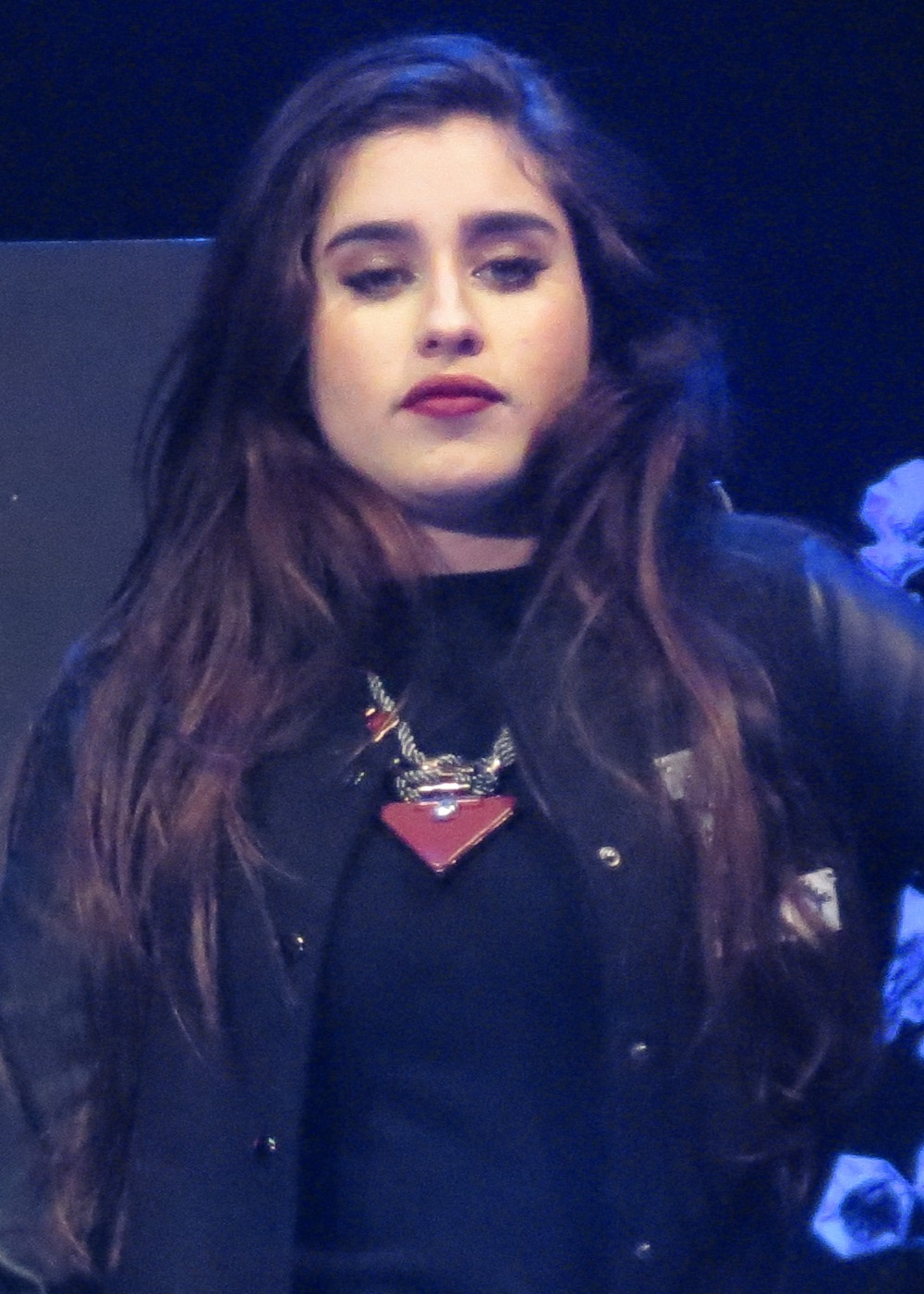
Lauren Jauregui

Lauren Michelle Jauregui于1996年6月27日出生于佛罗里达州迈阿密。她是古巴美裔人。在16歲時，Jauregui為X音素試鏡。Jauregui曾在一封給川普選民的公開信中出櫃，說明自己是一位雙性戀者，於2016年11月18日刊登在Billboard雜誌。Jauregui曾與美國電子流行音樂歌手Marian Hill合作一首單曲，“Back To Me”。2017年5月25日與美國流行音樂歌手Halsey合作一首歌曲"Strangers"。於2017, 獲得The British LGBT Awards。於11月17日與日裔美國DJSteve Aoki發行一曲“All Night”。

### Dinah Jane

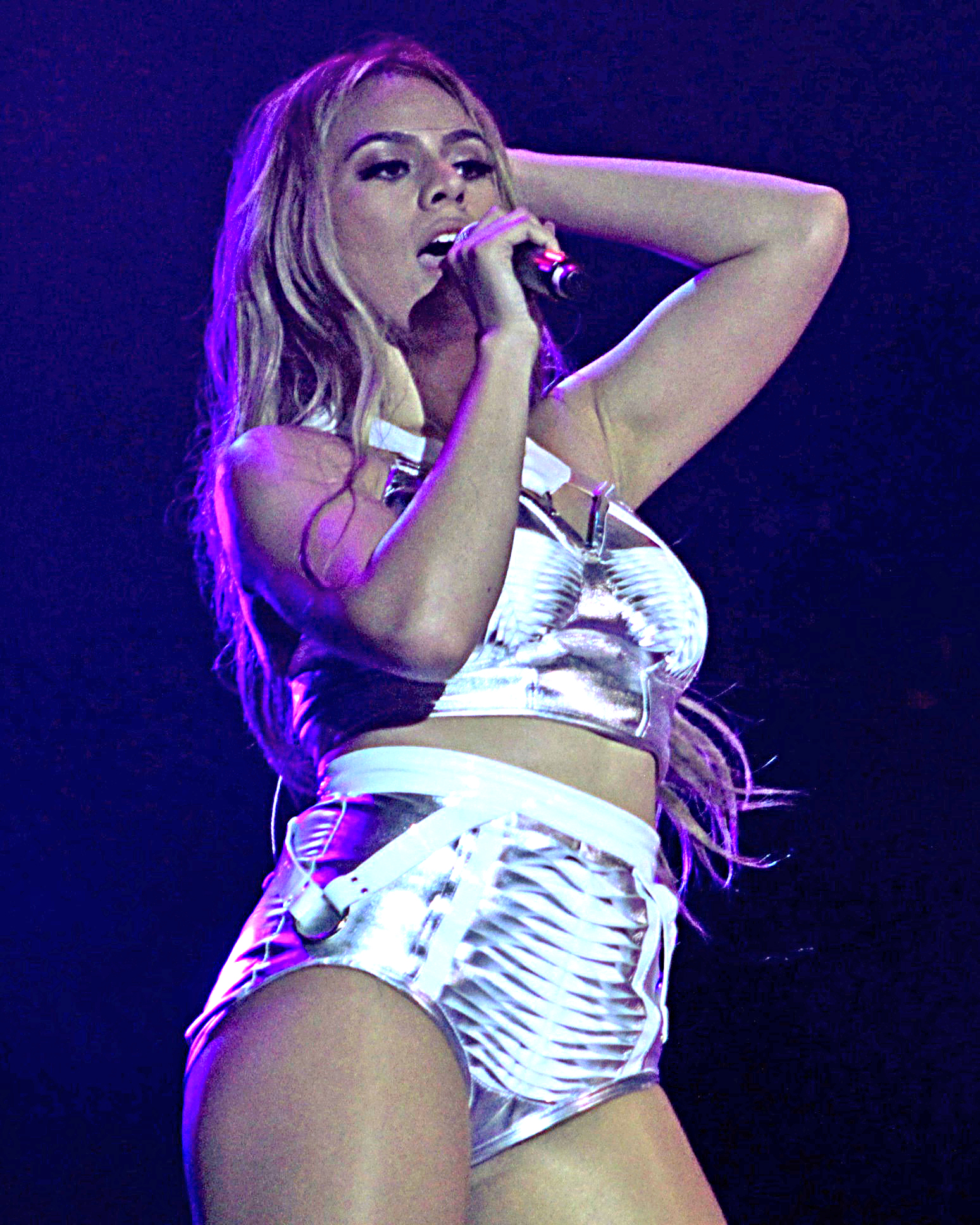
Dinah Jane Hansen

Dinah Jane Hansen于1997年6月22日出生于加利福尼亚州圣安娜。她是波利尼西亞和東加群島裔人。
Hansen曾在一輪X音素的比賽中，和另一位選手演唱Kelly Clarkson的“Stronger (What Doesn't Kill You)”，在整個演出中忘記了這首歌的一部分而被淘汰，但後來被帶回比賽中。Hansen曾於2015年為一部動畫《海洋奇緣》試鏡，卻沒得到角色，角色最終給了Auli'i Cravalho。於2017年10月27日與Daddy Yankee、RedOne和French Montana合作一曲“Boom Boom”。

## 已離開成員

### Camila Cabello
Karla Camila Cabello Estrabao于1997年3月3日出生于古巴。五歲時，Cabello住在哈瓦那和墨西哥，後來搬遷到美國。在2015年11月，Cabello與加拿大歌手Shawn Mendes合作“I Know What You Did Last Summer”一曲。2016年10月，她又與美國饒舌歌手Machine Gun Kelly合作“Bad Things”一曲。
於2016年12月18日未知的情況下退團，並正式宣佈單飛。於2017年2月16日與DJ Cashmere Cat合作，推出歌曲"Love Incredible"，並收錄在Cashmere Cat中的錄音室專輯《9》中。其後在3月又和Pitbull和J Balvin合作於電影《玩命關頭8》的插曲“Hey Ma ”。
而其單曲"Crying in the Club"已於2017年5月19日發行。她亦在2017 Billboard Music Awards中首次表演這首歌曲。
2017年8月3日發行與饒舌歌手Young Thug合作"Havana"以及和Quavo合作的"OMG"，只有前者是在《Camila》專輯中的曲目。
在2018年1月12日，Cabello推出其首張音樂專輯《Camila》。她在社交媒體上發文提及專輯背後的意義，指出此專輯是她由黑暗尋找光芒、由迷失自我到找到自己如旅程般的故事。

## 專輯
- Better Together (2013)
- Reflection (2015)
- 7/27 (2016)
- Fifth Harmony (2017)